# Curetage
Dans le domaine médical, par opposition au curage (qui est le même geste mais fait avec un doigt), le curetage désigne le geste chirurgical consistant à retirer (au moyen d'un instrument généralement nommé curette) tout ou partie d'un organe d'une cavité naturelle, éventuellement à fin biopsique ou diagnostique. 
Il peut s'agir d'enlever et nettoyer un abcès ou d'autres tissus morts, ou en gynécologie-obstétrique, d'une des méthodes d'interruption volontaire de grossesse.

## En odontologie
Un curetage par un chirurgien dentiste de l’os est nécessaire en cas d’inflammations osseuses ou ostéites.

## En gynécologie

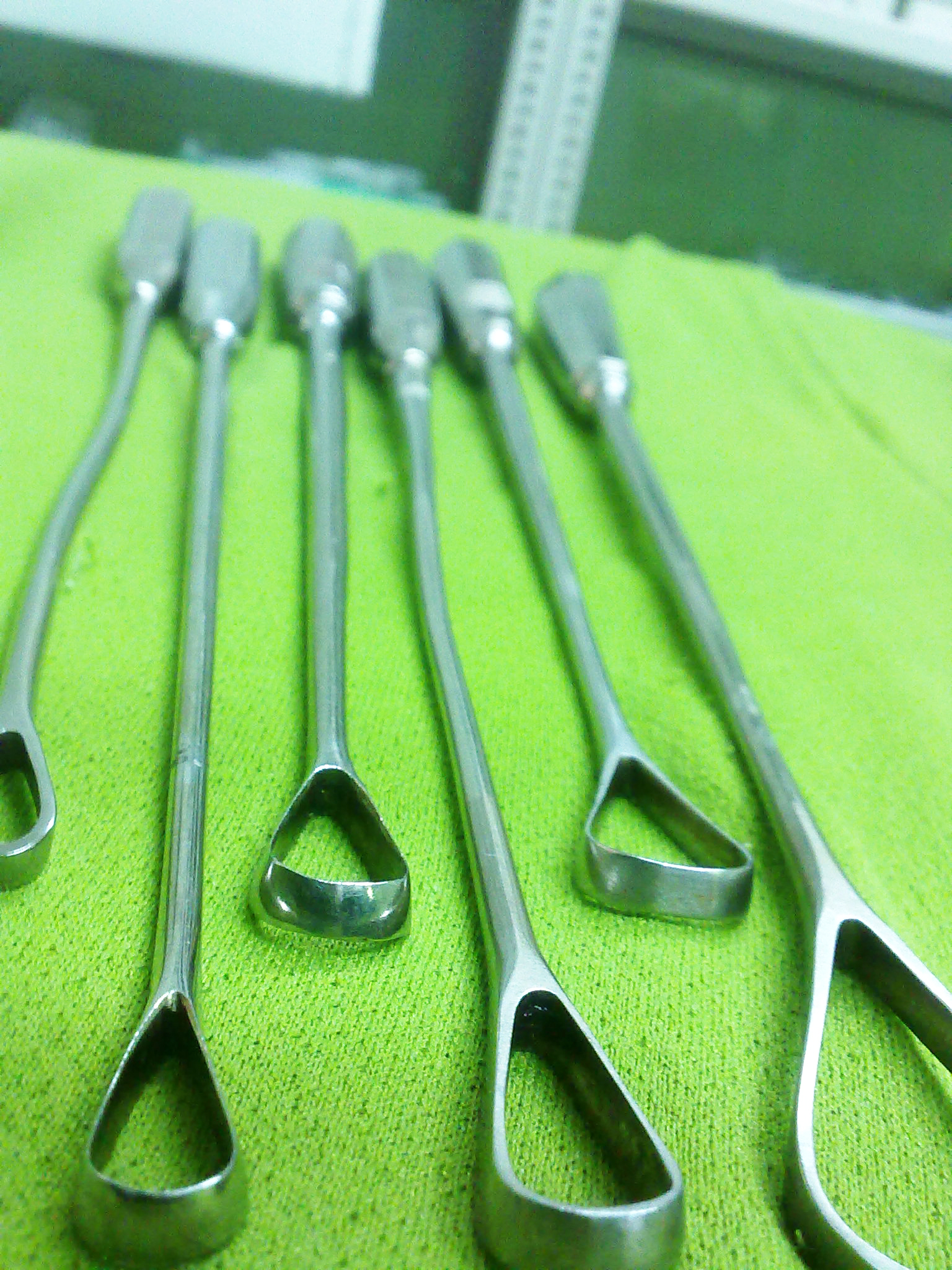
Série de curettes gynécologiques.

Le curetage (plus précisément « dilatation et curetage ») désigne depuis le XIXe siècle une des voies chirurgicales de l’avortement (l’autre étant l’aspiration, la plus utilisée dans les pays développés). Dans le premier cas, on utilise un instrument dit curette à la place d'un aspirateur. Un curetage mal fait, par des praticiens non compétents ou avec une curette non ou mal aseptisée, peut entraîner de graves complications (hémorragies, perforations de l'utérus, infections, synéchies et syndrome d'Asherman ou placenta praevia) entraînant parfois la stérilité voire la mort de la patiente,, notamment en raison du fait que l’intervention se fait à l’aveugle et parce que l’endomètre est un tissu fragile.

### Alternatives médicamenteuses
Il en existe pour les curetages de l’utérus visant l’évacuation de produits de conception ou de rétentions placentaires. Ces produits sont par exemple le misoprostol, le methotrexate et le mifepristone. Des études montrent que ces méthodes sont moins invasives, moins chères, souvent presque aussi efficaces et plus sûres, et constituent une alternative acceptable dans la plupart des situations,.

## Sémantique
Par extension on parle parfois de curetage urbain pour la réhabilitation de certains quartiers insalubres[réf. nécessaire].